# Hraniční přechod Staré Město – Nowa Morawa
Hraniční přechod Staré Město – Nowa Morawa (polsky Przejście graniczne Nowa Morawa – Staré Město) je bývalý silniční hraniční přechod na česko-polské státní hranici na hraničním úseku III/59 - III/60 mezi českým městem Staré Město (okres Šumperk, Olomoucký kraj) a polskou vesnicí Nowa Morawa (okres Kladsko, Dolnoslezské vojvodství). Leží v nadmořské výšce 815 m n. m. na silnici II/446.
Hraniční přechod byl zrušen při vstupu České republiky do Schengenského prostoru v roce 2007. V případě dočasného znovuzavedení ochrany vnitřních hranic je provoz na hraničním přechodu upraven Sdělením Ministerstva vnitra č. 395/2021 Sb.

## Popis
Přechod pro malý pohraniční styk určený pro pěší, cyklisty, motocykly do 50 ccm a zemědělská vozidla byl původně otevřen denně od 6:00 do 22:00 hodin. Po rozšíření na silniční hraniční přechod pro pěší, cyklisty, motocykly, osobní automobily, autobusy a nákladní vozidla evidovaná v ČR a PL do užitečné hmotnosti 3,5 t (s výjimkou přeprav nebezpečných nákladů) byla jeho provozní doba nepřetržitá.